# Jeff Chang
Jeff Chang Shin Che (cinese tradizionale: 張信哲; cinese semplificato: 张信哲; pinyin: Zhāng Xìnzhé; Yunlin, 26 marzo 1967) è un cantante taiwanese.
Nel suo repertorio sono incluse soprattutto ballad mandopop.
Chang è nato nella contea di Yunlin, a Taiwan. Ha dato inizio alla sua carriera nel mondo dello spettacolo partecipando ad una competizione canora, mentre era al college. Sin dal 1989 ha pubblicato una sequenza di album di molto successo, ed è conosciuto nel mondo del pop cinese come il "Principe delle Ballate d'Amore". Il suo nome è rinomato a Taiwan, Hong Kong, Cina continentale e un po' in tutto il Sudest asiatico.
Oltre al canto, Chang si interessa di arte, antiquariato, viaggi e sport acquatici.

## Discografia
- (2008): Escape 逃生
- (2007): Autumn Snow 雪國八月
- (2006): Be Your Man 做你的男人
- (2005): Jeff Chang's Special Collection
- (2004): The Next Eternity 下一個永遠
- (2002): From Beginning Until Now 從開始到現在
- (2001): I Really Miss 我好想
- (2000): Faith 信仰
- (1999): Come Back 回來
- (1998): Dao Chu Liu Qing 到处留情 (album cantonese)
- (1998): The Best Collection of Jeff Chang
- (1997): Zhi Jue 直觉
- (1997): Jeff Chang's Compilation 选哲 （精选辑）
- (1997): Zhi Ai 摯愛 (Adore)
- (1996): Miss 思念
- (1996): Dream 夢想
- (1996): The Color of the Night 夜色 （英文專輯）
- (1995): Shen Qing 深情
- (1995): Forgiving 寬容
- (1995): Zui Xin 醉心
- (1995): Yong You 拥有
- (1995): Some Where In My Broken Heart  心碎深处
- (1994): Waiting 等待
- (1993): Xin Shi 心事
- (1992): Know 知道
- (1992): My Eyes Adored You 永遠·摯愛 （英文專輯)
- (1989): Forget 忘記
- (1989): Melancholy 忧郁
- (1989): Lie 說謊

## Film
明明 Ming Ming (2007)

不完全戀人 Stand in Love (2006)

停車暂借問 (烟雨紅顏) A Pinwheel Without Wind (2002)